# Astropecten caribemexicanensis
Astropecten caribemexicanensis is een kamster uit de familie Astropectinidae.
De wetenschappelijke naam van de soort werd in 1990 gepubliceerd door Caso.